# Temporada 1967-68 de los Cincinnati Royals
La temporada 1967-68 fue la vigésima de los Royals en la NBA. La temporada regular acabó con 39 victorias y 43 derrotas, ocupando el quinto puesto de la División Este, no logrando clasificarse para los playoffs.

## Elecciones en elDraft
| Ronda | Puesto | Jugador            | Posición  | Nacionalidad   | Universidad   |
| ----- | ------ | ------------------ | --------- | -------------- | ------------- |
| 1     | 9      | Mel Daniels        | Pívot     | Estados Unidos | New Mexico    |
| 3     | 26     | Gary Gray          | Escolta   | Estados Unidos | Oklahoma City |
| 4     | 38     | Louie Dampier      | Base      | Estados Unidos | Kentucky      |
| 5     | 50     | Trooper Washington | Ala-Pívot | Estados Unidos | Cheyney*      |

## Temporada regular
| División Este        | División Este | División Este | División Este | División Este | División Este | División Este | División Este | División Este |
| Equipo               | G             | P             | %             | PD            | Casa          | Fuera         | Neutral       | Div           |
| -------------------- | ------------- | ------------- | ------------- | ------------- | ------------- | ------------- | ------------- | ------------- |
| x-Philadelphia 76ers | 62            | 20            | .756          | –             | 27–8          | 26–12         | 9–0           | 29–11         |
| x-Boston Celtics     | 54            | 28            | .659          | 8             | 28–9          | 21–16         | 5–3           | 24–16         |
| x-New York Knicks    | 43            | 39            | .524          | 19            | 20–17         | 21–16         | 2–6           | 19–21         |
| x-Detroit Pistons    | 40            | 42            | .488          | 22            | 21–11         | 12–23         | 7–8           | 15–25         |
| Cincinnati Royals    | 39            | 43            | .476          | 23            | 18–12         | 13–23         | 8–8           | 18–22         |
| Baltimore Bullets    | 36            | 46            | .439          | 26            | 17–19         | 12–23         | 7–4           | 15–25         |

## Estadísticas
| Rk | Jugador         | Edad | P  | PT | MP   | TC   | TCI  | %TC  | TL  | TLI  | %TL  | RB   | AS  | FP  | PTS  |
| 1  | Jerry Lucas     | 27   | 82 |    | 44.1 | 8.6  | 16.6 | .519 | 4.2 | 5.4  | .778 | 19.0 | 3.1 | 3.0 | 21.5 |
| 2  | Oscar Robertson | 29   | 65 |    | 42.5 | 10.2 | 20.3 | .500 | 8.9 | 10.2 | .873 | 6.0  | 9.7 | 3.1 | 29.2 |
| 3  | Happy Hairston  | 25   | 48 |    | 33.9 | 6.6  | 13.1 | .503 | 4.2 | 6.2  | .686 | 7.4  | 1.2 | 2.6 | 17.4 |
| 4  | Adrian Smith    | 31   | 82 |    | 33.9 | 5.9  | 12.6 | .464 | 3.9 | 4.7  | .829 | 2.3  | 3.3 | 3.2 | 15.6 |
| 5  | Connie Dierking | 31   | 81 |    | 32.6 | 6.7  | 14.4 | .467 | 2.9 | 3.8  | .765 | 9.5  | 2.4 | 3.9 | 16.4 |
| 6  | John Tresvant   | 28   | 30 |    | 26.7 | 4.0  | 9.0  | .448 | 2.2 | 3.5  | .632 | 5.6  | 1.5 | 3.5 | 10.3 |
| 7  | Tom Van Arsdale | 24   | 27 |    | 25.3 | 3.6  | 8.8  | .408 | 3.2 | 4.3  | .750 | 3.4  | 2.8 | 3.1 | 10.4 |
| 8  | Guy Rodgers     | 32   | 75 |    | 18.9 | 1.8  | 5.0  | .355 | 1.3 | 1.6  | .803 | 1.8  | 4.7 | 2.1 | 4.8  |
| 9  | Bob Love        | 25   | 72 |    | 14.8 | 2.7  | 6.3  | .424 | 1.1 | 1.6  | .684 | 2.9  | 0.8 | 2.0 | 6.4  |
| 10 | Walt Wesley     | 23   | 66 |    | 13.9 | 2.8  | 6.1  | .465 | 1.2 | 2.3  | .500 | 4.3  | 0.5 | 2.5 | 6.8  |
| 11 | Bill Dinwiddie  | 24   | 67 |    | 13.0 | 2.1  | 5.3  | .394 | 0.9 | 1.5  | .608 | 3.5  | 0.5 | 1.8 | 5.1  |
| 12 | Al Jackson      | 24   | 2  |    | 8.5  | 0.0  | 1.5  | .000 | 0.0 | 0.0  |      | 0.0  | 0.5 | 3.0 | 0.0  |
| 13 | Flynn Robinson  | 26   | 2  |    | 8.0  | 1.5  | 5.0  | .300 | 1.5 | 3.5  | .429 | 2.0  | 2.5 | 2.0 | 4.5  |
| 14 | Jim Fox         | 24   | 31 |    | 7.9  | 1.0  | 2.5  | .405 | 1.2 | 1.8  | .643 | 3.1  | 0.4 | 1.1 | 3.2  |
| 15 | Len Chappell    | 27   | 10 |    | 6.5  | 1.5  | 3.0  | .500 | 0.8 | 1.0  | .800 | 1.5  | 0.5 | 0.6 | 3.8  |
| 16 | Gary Gray       | 22   | 44 |    | 6.3  | 1.1  | 3.0  | .366 | 0.2 | 0.2  | .700 | 0.5  | 0.6 | 1.1 | 2.4  |

## Galardones y récords
| Jugador         | Galardón                          |
| Oscar Robertson | Mejor quinteto de la NBA All-Star |
| Jerry Lucas     | All-Star                          |